# مسافری از هند (آلبوم)
مسافری از هند (انگلیسی: A Traveller from India) نام یک آلبوم موسیقی است که شامل منتخبی از موسیقی متن سریال تلویزیونی مسافری از هند به آهنگسازی محمدمهدی گورنگی است. در این آلبوم ترانهٔ هندی (اردو) تیتراژ سریال مسافری از هند با صدای مهرداد هویدا و ترانه فارسی سریال مسافری از هند با صدای «علیرضا بلوری» به ترانه‌سرایی افشین یداللهی نیز گنجانده شده‌است. این آلبوم موسیقی، ۳۰ قطعه دارد که در سال ۱۳۸۲ توسط شرکت صوتی و تصویری سروش منتشر شد.

## دست‌اندرکاران
- محمدمهدی گورنگی – آهنگساز، پیانو، سازهای الکترونیک
- نرگس طرفی نژاد - دستیار آهنگساز
- افشین یدالهی - شاعر
- مهرداد هویدا - خواننده ترانه هندی
- علیرضا بلوری - خواننده ترانه فارسی
- شیلا خداداد - دکلمه ترانه
- فریبا اسدی - همخوان
- ایرج نوذری - ترجمه ترانه به هندی (اردو)
- همایون رحیمیان - ویلن
- شهریار فریوسفی - سیتار
- ناصر رحیمی - فلوت
- کریم قربانی - ویلنسل
- آرش احمدی - گیتار
- علی جعفری پویان - ویلن، سولو ویلن
- ضبط موسیقی: استودیو پاپ - ناصر فرهودی - رحیم ناحی - مهدی سوهانی